# Ligne 3 (S-Bahn Rhin-Main)
Pour les articles homonymes, voir S3 et Ligne 3.
La ligne S3 fait partie du réseau de la S-Bahn Rhin-Main. Il relie Bad Soden à la gare centrale de Darmstadt en passant par la gare centrale de Francfort-sur-le-Main.
Elle fut inaugurée 1978 et compte actuellement 30 stations pour une longueur de 49 km. 